# Färöischer Fußballpokal 2021
Der Färöische Fußballpokal 2021, auch bekannt als Løgmanssteypið 2021, fand zwischen dem 10. April und 4. Dezember 2021 statt und wurde zum 67. Mal ausgespielt. Im Endspiel, welches im Tórsvøllur-Stadion in Tórshavn auf Kunstrasen ausgetragen wurde, siegte B36 Tórshavn im Elfmeterschießen gegen NSÍ Runavík und nahm dadurch an der 1. Qualifikationsrunde zur UEFA Europa Conference League 2022/23 teil.
B36 Tórshavn und NSÍ Runavík belegten in der Meisterschaft die Plätze zwei und vier. Für B36 Tórshavn war es der siebte Sieg bei der 18. Finalteilnahme, für NSÍ Runavík die sechste Niederlage bei der neunten Finalteilnahme. Titelverteidiger HB Tórshavn schied hingegen im Halbfinale aus.

## Teilnehmer
Teilnahmeberechtigt waren alle 18 A-Mannschaften der vier färöischen Ligen. Im Einzelnen waren dies:
| Betrideildin | 1. Deild                                        | 2. Deild                              | 3. Deild    |
| --- | ----------------------------------------------- | ------------------------------------- | ----------- |
| 1207 Vestur 12B36 Tórshavn 12B68 Toftir 12EB/Streymur 12HB Tórshavn 12ÍF Fuglafjørður 12KÍ Klaksvík 12NSÍ Runavík 12TB Tvøroyri 12Víkingur Gøta | 12AB Argir 12B71 Sandur 12FC Suðuroy 12Skála ÍF | 12FC Hoyvík 12Royn Hvalba 12Undrið FF | MB Miðvágur |

## Modus
Alle Runden werden im K.-o.-System ausgetragen.

## Qualifikationsrunde
Die Partien der Qualifikationsrunde fanden am 10. April statt.
|             | Ergebnis  |           |
| ----------- | --------- | --------- |
| MB Miðvágur | w/o       | Undrið FF |
| Royn Hvalba | 0:3 (0:2) | FC Hoyvík |

## 1. Runde
Die Partien der 1. Runde fanden am 18. und 20. April statt.
|                 | Ergebnis  |             |
| --------------- | --------- | ----------- |
| 07 Vestur       | 3:0 (2:0) | FC Hoyvík   |
| B36 Tórshavn    | 6:0 (3:0) | AB Argir    |
| B68 Toftir      | 1:2 (0:1) | EB/Streymur |
| B71 Sandur      | 2:1 (0:1) | Undrið FF   |
| ÍF Fuglafjørður | 3:0 (2:0) | FC Suðuroy  |
| KÍ Klaksvík     | 1:2 (1:0) | NSÍ Runavík |
| TB Tvøroyri     | 0:2 (0:0) | HB Tórshavn |
| Víkingur Gøta   | 2:0 (2:0) | Skála ÍF    |

## Viertelfinale
Die Viertelfinalpartien fanden am 30. Mai statt.
|                 | Ergebnis  |               |
| --------------- | --------- | ------------- |
| B71 Sandur      | 0:5 (0:1) | HB Tórshavn   |
| EB/Streymur     | 2:3 (1:1) | B36 Tórshavn  |
| ÍF Fuglafjørður | 2:3 (1:2) | Víkingur Gøta |
| NSÍ Runavík     | 3:0 (2:0) | 07 Vestur     |

## Halbfinale
Die Hinspiele im Halbfinale fanden am 21. November statt, die Rückspiele am 29. November.
|               | Gesamt |              | Hinspiel  | Rückspiel                       |
| ------------- | ------ | ------------ | --------- | ------------------------------- |
| HB Tórshavn   | 2:2    | NSÍ Runavík  | 2:2 (0:2) | 2:2 n. V. (2:2, 2:1), 6:7 i. E. |
| Víkingur Gøta | 1:3    | B36 Tórshavn | 1:0 (0:0) | 0:3 (0:2)                       |

## Finale
| Paarung        | NSÍ Runavík – B36 Tórshavn |
| Ergebnis       | 1:1 n. V. (1:1, 1:1), 3:4 i. E. |
| Datum          | 4. Dezember 2021 |
| Stadion        | Tórsvøllur, Tórshavn |
| Zuschauer      | 2300 |
| Schiedsrichter | Eiler Rasmussen (Argir) |
| Tore           | 1:0 Aron Knudsen (10.) 1:1 Andrass Johansen (30.) Elfmeterschießen: 1:0 Klæmint Olsen 1:1 Lucas Enevoldsen 2:1 Rógvi Egilstoft 2:1 Alex Mellemgaard verschießt 2:1 Aron Knudsen verschießt 2:2 Benjamin Heinesen 3:2 Betuel Hansen 3:3 Bjarni Petersen 3:3 Tróndur Jensen verschießt 3:4 Mathias Thrane                   |
| NSÍ Runavík    | Karstin Hansen (121. Tórður Thomsen) – Oddur Højgaard, Pætur Hentze, Jákup Jakobsen, Rógvi Egilstoft, Aron Knudsen – Jacob Trenskow (114. Búi Egilsson), Mórits Heini Mortensen (68. Tróndur Jensen), Betuel Hansen, Pætur Skipanes (89. Mikkel Jakobsen) – Klæmint Olsen Cheftrainer: Bill Mc. Leod Jacobsen             |
| B36 Tórshavn   | Mattias Lamhauge – Lukas Enevoldsen, Alex Mellemgaard, Bjarni Petersen – Magnus Jacobsen (95. Martin Agnarsson), Mathias Thrane, Hannes Agnarsson (121. Andreas Thomsen), Bjarki Nielsen, Benjamin Heinesen – Andrass Johansen (78. Ragnar Samuelsen), Sebastian Pingel (110. Hákun Edmundsson) Cheftrainer: Dan Brimsvík |
| Gelbe Karten   | Mórits Heini Mortensen, Klæmint Olsen, Búi Egilsson – Magnus Jacobsen |

## Torschützenliste
Bei gleicher Anzahl von Treffern sind die Spieler nach dem Nachnamen alphabetisch geordnet.
| Platz | Spieler               | Verein          | Tore |
| ----- | --------------------- | --------------- | ---- |
| 1     | Klæmint Olsen         | NSÍ Runavík     | 05   |
| 2     | Tróndur Arge          | FC Hoyvík       | 03   |
| 2     | Hilmar Leon Jakobsen  | HB Tórshavn     | 03   |
| 2     | Bjarki Nielsen        | B36 Tórshavn    | 03   |
| 5     | Andrass Johansen      | B36 Tórshavn    | 02   |
| 5     | Jákup Johansen        | Víkingur Gøta   | 02   |
| 5     | Aron Knudsen          | NSÍ Runavík     | 02   |
| 5     | Niklas Kruse          | EB/Streymur     | 02   |
| 5     | Sebastian Pingel      | B36 Tórshavn    | 02   |
| 5     | Stefan Radosavljevic  | HB Tórshavn     | 02   |
| 5     | Bogi Reinert-Petersen | ÍF Fuglafjørður | 02   |
| 5     | Jákup Thomsen         | HB Tórshavn     | 02   |